# Fontana Monteoliveto
Fontana Monteoliveto (tal. Fontana di Monteoliveto) je kasnobarokna monumentalna fontana u središnjem Napulju, Italija. Zovu je još i Fontana Karla II. ili Malog kralja (tal. del Re Piccolo).

## Povijest
Mnogi arhitekti i klesari radili su na početnom vodovodu, koji je tekao do 1660-ih. Središnji kompleks kipova naručio je potkralj Pedro Antonio de Aragón, a dovršen je 1699. prema nacrtima arhitekta Cosima Fanzaga. Na vrhu stoji brončani kip Karla II. od Španjolske. Fontana se nalazi na Piazzi Monteoliveto, koja se također naziva piazzetta Trinità Maggiore, prema kojoj je okrenuta crkva Sant'Anna dei Lombardi (koja je bila pripojena Olivetanskom samostanu Monte Oliveto). Preko puta je renesansna palača Orsini di Gravina. S ulične strane fontane, gledajući sjeverozapadno, može se vidjeti skulpturalni Guglia dell'Immacolata (Toranj Bezgrešnog Začeća) na Piazzi Gesù Nuovo i samostan Santa Chiara. Još jedna suvremena fontana u Napulju bila bi Neptunova fontana (tal. Fontana del Nettuno) trenutno se nalazi nekoliko blokova južno u Via Medina.

## Vanjske poveznice
|  | Zajednički poslužitelj ima još gradiva o temi Fontana Monteoliveto |